# Záškrt
Záškrt (též difterie či mázdřivka) je bakteriální infekční onemocnění člověka vyvolané bakterií Corynebacterium diphtheriae, která svým toxinem způsobuje těžkou angínu. V Česku jde od zavedení povinného očkování v roce 1946 o raritní onemocnění. V málo proočkovaných populacích je úmrtnost u nakažených 5–10 %, u dětí do 5 let a u dospělých nad 40 let až 20 %.

## Charakteristika
Záškrt vyvolává bakterie Corynebacterium diphtheriae, zdrojem nákazy je nemocný člověk, rekonvalescent nebo bacilonosič toxického kmene. Nemoc se přenáší přímo vzdušnou cestou, méně nepřímo kontaminovanými předměty. Vstupní branou jsou nejčastěji mandle, dnes vzácně sliznice nosní, sliznice hrtanu, spojivky, kůže.

### Přenos

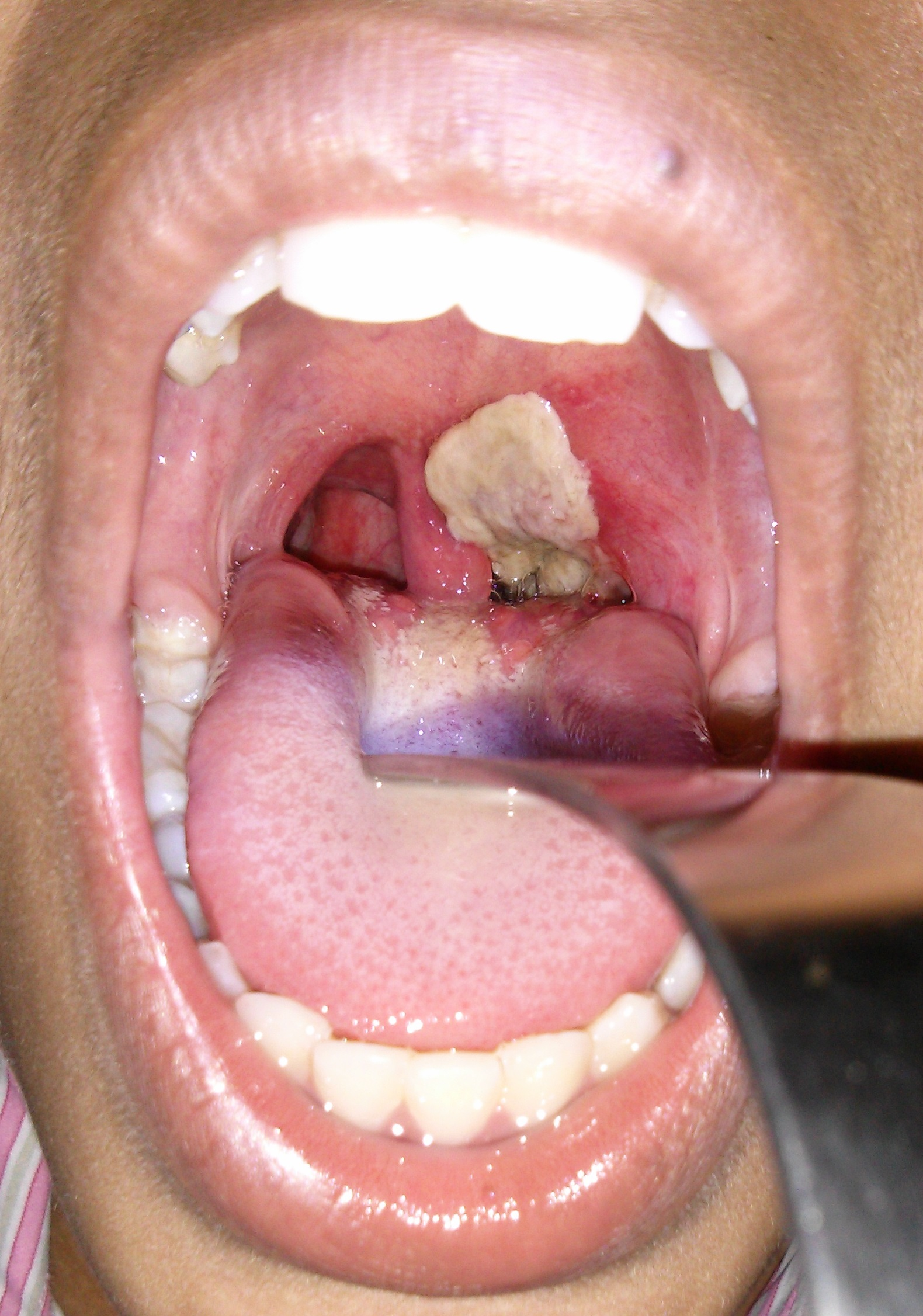
Bílá pseudomembrána (či pablána) klasicky viděná u záškrtu

Zdrojem nákazy je kontakt s bacilonosičem, což kromě člověka může být zvíře. Infekce se šíří kapénkami podobně jako rýma, vzácněji stykem s kontaminovanými předměty. Riziko nákazy se obecně zvyšuje s věkem, s poklesem ochranných protilátek po očkování, a většinou má souvislost s kontaktem s neočkovanými osobami.

### Potíže nemocného
Inkubační doba je zpravidla 2–5 dnů a podle místa, kde se zánětlivý proces rozvíjí, může vzniknout záškrt mandlí (diphtheria tonsilarum), nosní (diphtheria nasi), hrtanu (diphtheria laryngis, croup). Bude následovat popis průběhu záškrtu mandlí. Nemoc začíná jako každá angína zvýšením teploty, bolestmi v krku, nechutenstvím, malátností, obtížemi s polykáním. Mandle jsou zduřelé, zarudlé a tvoří se na nich žlutobílé pablány. Současně zduřují i podčelistní mízní uzliny jako u jiných angín. Záškrt mandlí je možno dobře léčebně zvládnout, neléčí-li se však, přechází v těžký zhoubný záškrt (diphtheria maligna). Povlaky se rozšíří po celých mandlích a začnou přerůstat do okolí na sliznici měkkého patra, oblouků patrových, čípku. Jakmile povlaky přerostou z mandlí do okolí, zhorší se stav nemocného. Tělesná teplota se zvýší na 39–40 °C, nemocný je těžce schvácený, dýchá otevřenými ústy, podčelistní uzliny se zvětšují do velikosti ořechu a vzniká kolem nich otok podkožního vaziva. Krk zduřuje a má stejný obvod jako hlava. Otok krku označujeme jako caesarský krk (collum caesari).

### Komplikace
Zhoubný záškrt je vždy provázen komplikacemi a ty mohou vést ke smrti. Pravidelně vzniká myokarditida – zánět srdečního svalu, a pozáškrtové obrny. Myokarditida se vyvíjí v 5.–21. dni nemoci, čím dříve se objeví, tím těžší má průběh. Už v prvních dnech nemoci vzniká obrna měkkého patra, nemocný mluví huhňavě, při napití mu nápoje vytékají zpět nosem. Ve 4.–6. týdnu se obrna měkkého patra ještě zhoršuje a podle těžkosti průběhu vystupují ještě další obrny. V lehčích případech se přidá obrna akomodačních svalů, takže nemocný nevidí na čtení, v těžších jsou postiženy svaly dolních končetin, trupu, horních končetin.

## Výskyt

Případy záškrtu, hlášené WHO v letech 1997–2006:
žádná data
1–49 hlášených případů
50–99 hlášených případů
100 a více hlášených případů

Záškrt se v České republice stejně jako ve světě vyskytoval ve velkých epidemiích. Před rokem 1946 v Československu při epidemiích záškrtu onemocnělo okolo 0,3 % populace. V zemích s nedostatečnou proočkovaností umírá na záškrt 5–10 % nakažených a u dětí do 5 let nebo dospělých nad 40 let až 20 %. V Evropě jsou jednotlivé případy hlášeny každý rok. Poslední pacient v ČR na záškrt zemřel v roce 2024 po 55 letech bez úmrtí. 

### Sérum a očkování
Nejprve bylo používáno sérum s protilátkami, které byly získávány z krve imunizovaných zvířat (zejména koní). Při epidemii záškrtu ve městě Nome na Aljašce bylo v roce 1925 sérum dopraveno na vzdálenost přes 1000 km pomocí psích spřežení v době mrazů pod –50 °C.
V roce 1946 bylo v ČSR zavedeno povinné očkování a onemocnění téměř vymizelo. V roce 2022 byl v kraji Vysočina evidován jeden případ záškrtu u pacientky s předpokladem nákazy od domácího zvířete. Pacientka užívala léky na omezení imunity a měla jiné chronické onemocnění. Jedná se o první evidované onemocnění na území ČR od roku 1995. V roce 2024 zemřel na záškrt 82letý muž v Jihlavské nemocnici, a to poprvé od roku 1969.

## Galerie

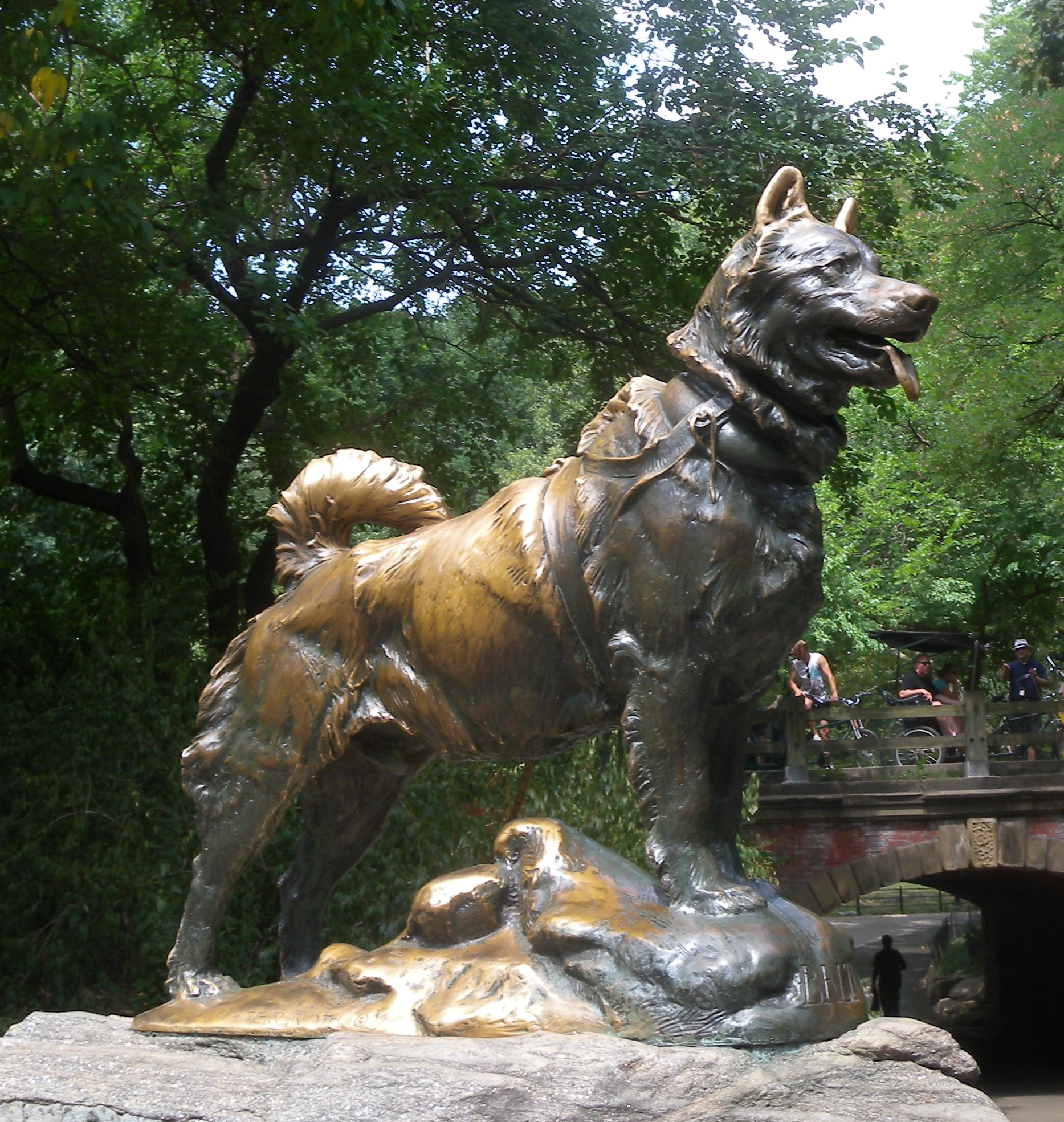
Socha Balta v Central Parku⁠, vůdce psího spřežení, které při rozmáhající se epidemii záškrtu na Aljašce přivezlo antisérum
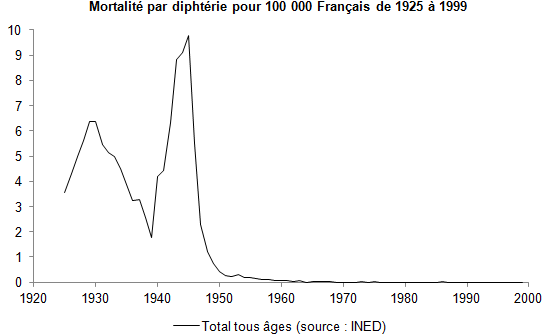
Mortalita záškrtu ve Francii ve 20. století. Je vidět pozitivní vliv očkování, které záškrt efektivně vymýtilo
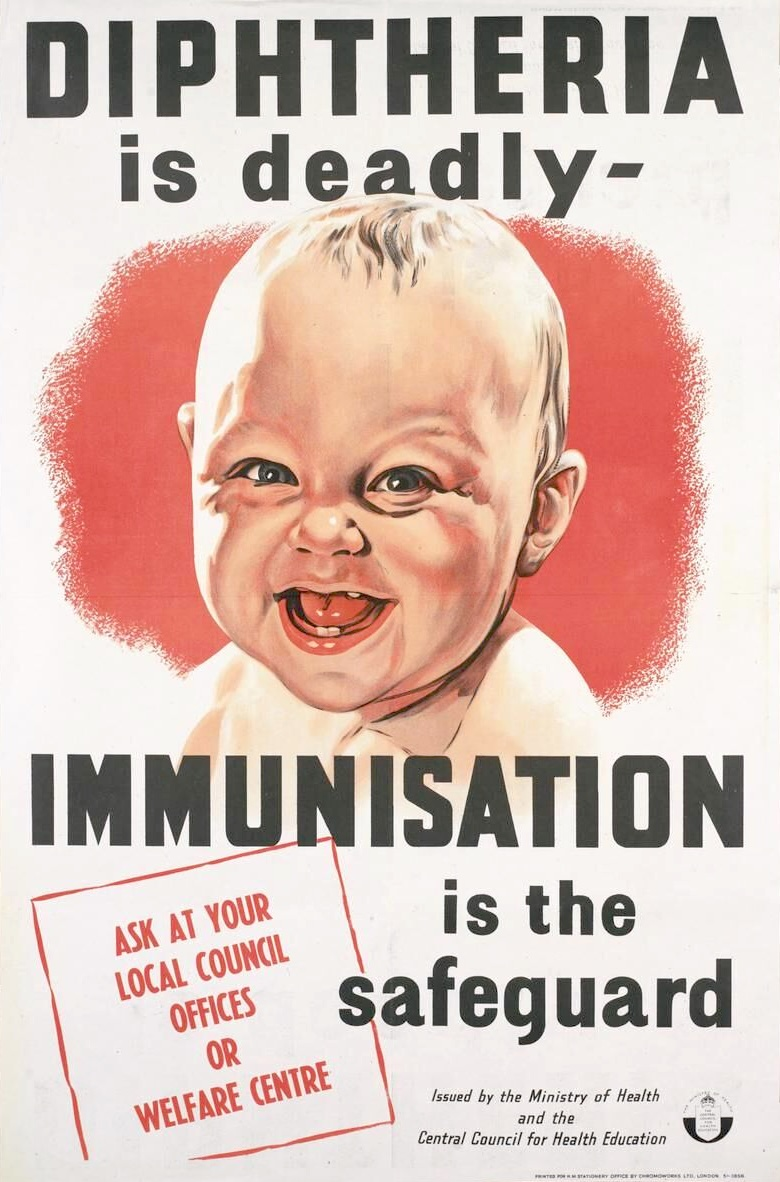
Reklama na očkování z roku 1962. Překlad: Difterie je smrtící. Imunizace je záchrana